# کوه هایموس
در روزگار قدیم، کوه‌های بالکان را کوه‌های هایموس می‌خواندند. اعتقاد بر این است که این نام از لغت تراکیانی «سایمون» به معنی «لبهٔ کوه» گرفته شده‌است زیرا که گرچه ثابت نشده‌است اما حدس زده می‌شود که سایمون ریخت اصیل تراکیانی لغت یونانی «هایموس» باشد.
شق دیگر آن است که نام هایموس از افسانه‌ای راجع به جنگ زئوس و اژدهایی به نام توفون گرفته شده باشد:

او دوباره به تراکیه رانده شد و در کشاکش نبرد در جوار کوه‌های هایموس، همهٔ کوه‌ها را به سمت زئوس پرتاب کرد. وقتی کوه‌ها بر اثر نیروی آذرخش به سوی خودش پس جهیدند، خونش بر روی کوه جاری شد. و از این روست که آنان این کوه را هایموس (به معنی خونین) می‌خوانند.

در روزگار باستان، رشته‌کوه و مناطق اطراف آن مأمن و مأوای مردم آزاد تراکیان، چون بسوی، دیوی، و ساترای شد. از هرودوت نقل است که یک پیشگو-زیارتگاهی از دیونوسوس (در اصل خدایی تراکیانی که آیینش مابین یونانیان باستان رواج پیدا کرد) در بالای یکی از قله‌هایش قرار گرفته بود.